# Johan Samuel Eckstein
Johan Samuel Eckstein, född 1700 i Stettin, död 1764 i Norrköping, var en svensk präst.

## Biografi
Eckstein föddes 1700 i Stettin. Han var son till ärkediakonen Gottlieb Eckstein och Margareta Horneij. Eckstein blev 1724 magister. Han prästvigdes i Linköping och blev 8 december 1732 adjunkt i Hedvigs församling, Norrköping hos kyrkoherden Reinerus Reineri Broocman. Eckstein tog över som kyrkoherde efter Broocman den 6 mars 1735. Eckstein avled 1764 och begravdes 13 april samma år.

### Familj
Eckstein gifte sig första gången 9 november 1732 med Anna Catharina Broocman (1715-1736). Hon var dotter till kyrkoherden Reinerus Reineri Broocman och Anna Catharina Goldhan i Norrköping. De fick tillsammans sonen Gottlieb (född 1735).
Eckstein gifte sig andra gången 2 november 1736 med Catharina Maria Sievers (1709-1740). Hon var dotter till handelsmannen Joachim Sievers och Ingeborg Johansdotter i Norrköping. De fick tillsammans barnen Joachim (född 1737), Johan Samuel (född 1739) och Anna Maria (född 1740).
Eckstein gifte sig tredje gången 12 oktober 1744 med Maria Elisabeth Kåhre (1713-1748). Hon var dotter till överkommissarien Lars Kåhre och Maria Elisabeth Thorsell i Karlskrona. 
Eckstein gifte sig fjärde gången 6 juli 1755 med Christina Jancke (1699-1759) Hon var dotter till handelsmannen Peter Jancke och Margareta Clasdotter (Carlström). Jancke hade tidigare varit gift med rådmannen Joachim Wittstock i Norrköping.
Eckstein Gifte sig femte gången 11 oktober 1759 med Maria Dorothe Westerberg (1738-1781). Hon var dotter till handelsmannen Jacob Westerberg och Anna Catharina Horneij i Norrköping. Hon gifte om sig efter Eckstein med handelsmannen Magnus Ekman i Norrköping.